# Centistes edentatus
Centistes edentatus är en stekelart som först beskrevs av Alexander Henry Haliday 1835.  Centistes edentatus ingår i släktet Centistes och familjen bracksteklar. Arten är reproducerande i Sverige. Inga underarter finns listade.